# Football Club Cattolica 1981-1982
Questa voce raccoglie le informazioni riguardanti il Football Club Cattolica nelle competizioni ufficiali della stagione 1981-1982.

## Rosa
| N. |                   | Ruolo | Calciatore        |
| -- | ----------------- | ----- | ----------------- |
|    | Italia (bandiera) | D     | Stefano Agresti   |
|    | Italia (bandiera) | C     | Romano Andreini   |
|    | Italia (bandiera) | A     | Sergio Antoniazzi |
|    | Italia (bandiera) | P     | Claudio Bertoni   |
|    | Italia (bandiera) | P     | Alberto Betta     |
|    | Italia (bandiera) | C     | Davide Casanova   |
|    | Italia (bandiera) | C     | Massimo Cerri     |
|    | Italia (bandiera) | C     | Massimo Cocciari  |
|    | Italia (bandiera) | A     | Massimo Gori      |
|    | Italia (bandiera) | D     | Stefano Luxoro    |
|    | Italia (bandiera) | D     | Maurizio Manetti  |

| N. |                   | Ruolo | Calciatore             |
| -- | ----------------- | ----- | ---------------------- |
|    | Italia (bandiera) | C     | Massimo Marchini       |
|    | Italia (bandiera) | D     | Marco Mingucci         |
|    | Italia (bandiera) | C     | Emanuele Misturi       |
|    | Italia (bandiera) | A     | Pier Francesco Pivetti |
|    | Italia (bandiera) | A     | Enrico Reginaldi       |
|    | Italia (bandiera) | D     | Giuseppe Secchi        |
|    | Italia (bandiera) | C     | Roberto Sistici        |
|    | Italia (bandiera) | C     | Moreno Solfrini        |
|    | Italia (bandiera) | A     | Davide Tappi           |
|    | Italia (bandiera) | D     | Marco Troncon          |